# Arkadij Petrovič Gajdar
Arkadij Petrovič Gajdar (nato Golikov; in russo Аркадий Петрович Гайдар?; L'gov, 9 gennaio 1904 – Lipljave, 26 ottobre 1941) è stato uno scrittore sovietico di racconti per ragazzi.

## Biografia
Figlio di un insegnante e di un'infermiera, trascorse l'infanzia ad Arzamas, dove frequentò una scuola tecnica. Venne coinvolto sin da giovanissimo nelle attività rivoluzionarie e a 18 anni si arruolò come volontario nell'Armata Rossa, nella quale scalò celermente diversi ranghi. Combatté durante la guerra civile russa a Voronež, in Baschiria e in Siberia.
Desideroso di studiare all'Accademia di Stato Maggiore, non poté essere ammesso per via di una grave malattia nervosa sviluppatasi in seguito a una contusione in battaglia. Nel 1924 venne congedato dall'esercito e, preso dalla disperazione, inviò una lettera d'addio all'Armata Rossa indirizzata al comandante Michail Vasil'evič Frunze. Quest'ultimo, resosi conto del talento letterario del giovane, lo spronò a intraprendere la carriera di scrittore.
A partire dal 1925 Gajdar iniziò a scrivere racconti sull'esperienza bellica, come V dni poraženij i pobed ("Nei giorni di sconfitte e vittorie") e R.V.S (1926), che anticiparono le tematiche della formazione del carattere degli adolescenti e dello sviluppo trattate nell'opera che lo avrebbe reso celebre, Škola ("La scuola", 1930).
Come giornalista viaggiò per tutta l'Unione Sovietica e pubblicò articoli, saggi e feuilleton sui giornali Zvezda (Perm', 1926-27), Ural'skij rabočij (Sverdlovsk, 1927), Volna (Arcangelo, 1929), Tichookeanskaja zvezda (Vladivostok, 1931-32) e molti altri.
Negli anni trenta scrisse i racconti più famosi, nei quali esplora gli ideali di amicizia e di solidarietà fraterna tra i popoli socialisti, in cui credette fermamente. Gajdar cercò di insegnare ai suoi lettori a distinguere il bene autentico dal male, in qualunque forma si presentasse, e l'onestà e il coraggio dalla viltà e dal tradimento. Tentò anche di temprare moralmente i ragazzi, preparandoli ad affrontare le prove più dure della vita, e ciò si evince dalle opere Voennaja tajna ("Segreto militare", sull'irreversibilità della morte), Golubaja čaška ("La tazza azzurra", sulla disgregazione familiare) e Sud'ba barabanščika ("Il destino del tamburino", sull'arresto di una persona cara).
Negli anni quaranta Gajdar produsse il ciclo di Timur ("Tamerlano") che comprende Timur i ego komanda ("Timur e la sua squadra", 1940), Komendant snežnoj kreposti ("Il comandante della fortezza di neve", 1940) e Kljatva Timura ("Il giuramento di Timur", 1941). Questa trilogia mirava a coltivare nei bambini e negli adolescenti una bontà concreta e, infine, una pietà elementare verso chi si trovava in difficoltà.
Durante la grande guerra patriottica Gajdar lavorò come corrispondente al fronte per la Komsomol'skaja Pravda. Circondato dal nemico, rifiutò più volte l'evacuazione, scegliendo di combattere. Morì attirando il fuoco nemico su di sé per salvare i compagni. Venne sepolto a Kaniv, presso il suo luogo natio, sull'alta riva del Dnepr. La sua tomba si trova poco distante dal maestoso monumento dedicato al poeta ucraino Taras Hryhorovyč Ševčenko.

## Opere

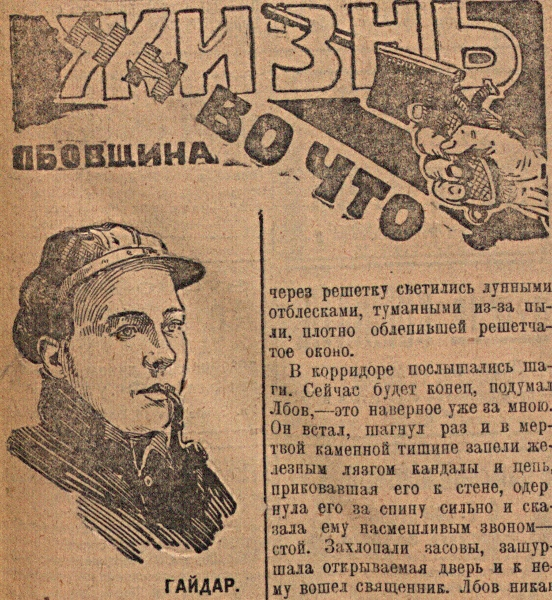
Prima edizione del racconto Žizn' ni vo čto pubblicato sul giornale Zvezda, 3 marzo 1926, numero 5, pagina 5

- V dni poraženij i pobed ("Nei giorni di sconfitte e vittorie", 1925)
- R.V.S (1926)
- Žizn' ni vo čto (Lbovščina) ("La vita per nulla - Lbovščina", 1926)
- Lesnye brat'ja ("I fratelli della foresta", 1927)
- Vsadniki nepristupnych gor ("I cavalieri delle montagne inaccessibili", 1927)
- Na grafskich razvalinach ("Sulle rovine del conte", 1929)
- Škola ("La scuola", 1930)
- Dal'nie strany ("Paesi lontani", 1932)
- Voennaja tajna ("Segreto militare", 1935)
- Mal'čiša-Kibal'čiša ('"Il piccolo Kibal'čiša")
- Golubaja čaška ("La tazza azzurra", 1936)
- Sud'ba barabanščika ("Il destino del tamburino", 1939)
- Čuk i Gek ("Čuk e Gek", 1939)
- Timur i ego komanda ("Timur e la sua squadra", 1940)
- Komendant snežnoj kreposti ("Il comandante della fortezza di neve", 1940)
- Kljatva Timura ("Il giuramento di Timur", 1941)

### Edizioni italiane
- La scuola e altri racconti, Mosca, Progress, 1980